# Erste Liga (hokej na lodzie)
Erste Liga – węgiersko-rumuńskie rozgrywki w hokeju na lodzie.
Sponsorem tytularnym ligi od powstania do 2017 węgierskie przedsiębiorstwo MOL, którego w 2017 zastąpił Erste Bank.

## Triumfatorzy
- 2008/2009 –  HC Csíkszereda
- 2009/2010 –  Vasas Budapest Stars
- 2010/2011 –  SC Miercurea Ciuc
- 2011/2012 –  Dunaújvárosi Acélbikák
- 2012/2013 –  Dab.Docler
- 2013/2014 –  HC Nowe Zamki
- 2014/2015 –  Miskolci JJSE
- 2015/2016 –  DVTK Jegesmedvék
- 2016/2017 –  DVTK Jegesmedvék
- 2017/2018 –  MAC Budapeszt
- 2018/2019 –  Ferencvárosi TC
- 2019/2020 –  Ferencvárosi TC,  HSC Csíkszereda (uznaniowo)
- 2020/2021: –  HSC Csíkszereda
- 2021/2022: –  HSC Csíkszereda

## Edycje rozgrywek

### Sezon 2008/2009
W sezonie występowało 10 zespołów (6 węgierskich i 4 rumuńskie). Triumfatorem rozgrywek został zespół HC Csíkszereda z Rumunii.
Uczestnicy
- Alba Volán Székesfehérvár II z Székesfehérvár
- HK Budapest Stars z Budapesztu
- Dunaújvárosi Acélbikák z Dunaújváros
- Ferencvárosi z Budapesztu
- Miskolci JJSE z Miszkolca
- Újpesti TE z Budapesztu
- HC Csíkszereda z Miercurea-Ciuc (węg. Csíkszereda)
- SC Miercurea Ciuc z Miercurea-Ciuc (węg. Csíkszereda)
- CS Progym Gheorgheni z Gheorgheni
- Steaua Bukareszt z Bukaresztu

Tabela
| Pl. |                              | Sp | S  | OTW | OTL | N  | Punkte |
| 1.  | HC Csíkszereda               | 36 | 27 | 3   | 4   | 2  | 91     |
| 2.  | SC Miercurea Ciuc            | 36 | 25 | 3   | 1   | 7  | 82     |
| 3.  | Újpesti TE                   | 36 | 24 | 2   | 3   | 7  | 79     |
| 4.  | HK Budapest Stars            | 36 | 19 | 2   | 2   | 13 | 63     |
| 5.  | Dunaújvárosi Acélbikák       | 36 | 18 | 3   | 2   | 13 | 62     |
| 6.  | Steaua Bukareszt             | 36 | 18 | 1   | 1   | 16 | 57     |
| 7.  | Ferencvárosi TC              | 36 | 13 | 0   | 1   | 22 | 40     |
| 8.  | CS Progym Gheorgheni         | 36 | 11 | 1   | 1   | 23 | 36     |
| 9.  | Miskolci JJSE                | 36 | 3  | 1   | 2   | 30 | 13     |
| 9.  | Alba Volán Székesfehérvár II | 36 | 3  | 1   | 0   | 32 | 11     |

Play-off
Półfinały
- HC Csíkszereda – HK Budapest Stars 2:0
- SC Miercurea Ciuc – Újpesti TE 2:0

Finał
- HC Csíkszereda – SC Miercurea Ciuc 3:0

Nagrody
Nagrodzeni zostali następujący zawodnicy przez MOL Ligę:
- Najlepszy strzelec: Patrik Sigvard Wallenberg (SC Miercurea Ciuc) – 81 punktów (50 goli oraz 31 asyst w 37 meczach)
- Most Valuable Player: Patrik Sigvard Wallenberg (SC Miercurea Ciuc)
- Najlepszy bramkarz: Björn Wallberg (HK Budapest Stars)
- Najlepszy obrońca: Igor Rufus (HK Budapest Stars)
- Najlepszy napastnik: Arpad Mihaly (SC Miercurea Ciuc)

### Sezon 2009/2010
Do drugiego w historii sezonu MOL-Ligi przystąpiło 7 drużyn (5 węgierskich i 2 rumuńskie). Drużyna, która triumfowała w rozgrywkach premierowych w sezonie 2008/09, HC Csíkszereda, została rozwiązana z przyczyn finansowych. Z takich samych powodów z rozgrywek wycofała się ekipa Steaua Bukareszt oraz CS Progym Gheorgheni. Jako nowa w lidze pojawiła się drużyna SCM 68 Fenestela Braszów. Pierwotnie do ligi chciał przyłączyć się również południowosłowacki klub HC Lučenec, jednakże nie uzyskał on zgody słowackiej federacji hokeja na lodzie na udział w tych rozgrywkach. Klub Alba Volán Székesfehérvár, którego pierwsza drużyna występuje w interlidze EBEL, zrezygnował ze swojej drużyny farmerskiej w tym sezonie.
Uczestnicy
- Vasas Budapest Stars z Budapesztu
- Dunaújvárosi Acélbikák z Dunaújváros
- Ferencvárosi z Budapesztu
- Miskolci JJSE z Miszkolca
- Újpesti TE z Budapesztu
- SCM 68 Fenestela Braszów z Braszowa
- SC Miercurea Ciuc z Miercurea-Ciuc (węg. Csíkszereda)

Play-off
Półfinały
- HC Csíkszereda – Újpesti TE 3:4
- Dunaújvárosi Acélbikák – Vasas Budapest Stars 2:3

Finał
- Újpesti TE – Vasas Budapest Stars 1:3

### Sezon 2010/2011
Do trzeciej edycji MOL Liga przystąpiło 9 drużyn (6 węgierskich i 3 rumuńskie).
Uczestnicy
- Alba Volán Székesfehérvár II z Székesfehérvár
- Dunaújvárosi Acélbikák (Dab.Docler) z Dunaújváros
- Ferencvárosi TC z Budapesztu
- Miskolci JJSE z Miszkolca
- Újpesti TE z Budapesztu
- Vasas Budapest Stars z Budapesztu
- Steaua Bukareszt z Bukaresztu
- SCM 68 Fenestela Braszów z Braszowa
- HSC Csíkszereda z Miercurea-Ciuc

Play-off
Ćwierćfinały
- HSC Csíkszereda – Újpesti TE 3:0
- Dunaújvárosi Acélbikák (Dab.Docler) – Alba Volán Székesfehérvár 3:0
- Miskolci JJSE – SCM Braszów 3:1
- HK Budapest Stars – Ferencvárosi TC 3:0

Półfinały
- HSC Csíkszereda – HK Budapest Stars 3:1
- Dunaújvárosi Acélbikák (Dab.Docler) – Miskolci JJSE 3:0

Finał
- HSC Csíkszereda – Dunaújvárosi Acélbikák (Dab.Docler) 4:1

### Sezon 2011/2012
Do czwartej edycji MOL Liga przystąpiło 8 drużyn (5 węgierskich i 3 rumuńskie).
Uczestnicy
- Sapa Fehérvár AV19 z Székesfehérvár
- Dunaújvárosi Acélbikák z Dunaújváros
- Ferencvárosi TC z Budapesztu
- Miskolci JJSE z Miszkolca
- Újpesti TE z Budapesztu
- Steaua Bukareszt z Bukaresztu
- SCM Braszów z Braszowa
- HSC Csíkszereda z Miercurea-Ciuc

Play-off
Ćwierćfinały
- Miskolci JJSE – Ferencvárosi TC 2:0
- SCM Braszów – Steaua Bukareszt 2:0

Półfinały
- HSC Csíkszereda – Miskolci JJSE 2:3
- Dunaújvárosi Acélbikák – SCM Braszów 3:0

Finał
- Dunaújvárosi Acélbikák – Miskolci JJSE 4:0

### Sezon 2012/2013
Do czwartej edycji MOL Liga przystąpiło 7 drużyn, w tym 4 węgierskie, 2 rumuńskie oraz jako beniaminek słowacki zespół Ice Tigers Nowe Zamki.
Uczestnicy
- Dab.Docler z Dunaújváros
- Ferencvárosi TC z Budapesztu
- Miskolci JJSE z Miszkolca
- Újpesti TE z Budapesztu
- ASC Corona 2010 Braszów z Braszowa
- HSC Csíkszereda z Miercurea-Ciuc
- Ice Tigers Nowe Zamki z Nowych Zamków

Półfinały
- Dab.Docler – Miskolci JJSE 3:1
- HSC Csíkszereda – Ice Tigers Nowe Zamki 3:0

Finał
- Dab.Docler – HSC Csíkszereda 4:2

### Sezon 2013/2014
Ta sama grupa uczestników z ubiegłego sezonu.
Półfinały
- Dab.Docler – ASC Corona 2010 Braszów 1:3
- Ice Tigers Nowe Zamki – Miskolci JJSE 3:1

Finał
- HC Nowe Zamki – ASC Corona 2010 Braszów 4:1

### Sezon 2014/2015
Do sezonu przystąpiło 8 drużyn (5 węgierskich, 2 rumuńskie i 1 słowacka).
Uczestnicy
- Debreceni HK z Debreczyna
- Dab.Docler z Dunaújváros
- Ferencvárosi TC z Budapesztu
- Miskolci JJSE z Miszkolca
- Újpesti TE z Budapesztu
- ASC Corona 2010 Braszów z Braszowa
- HSC Csíkszereda z Miercurea-Ciuc
- Ice Tigers Nowe Zamki z Nowych Zamków

Półfinały
- Miskolci JJSE – ASC Corona 2010 Braszów 4:0
- Dab.Docler – Ice Tigers Nowe Zamki 1:4

Finał
- Miskolci JJSE – Ice Tigers Nowe Zamki 4:0

### Sezon 2015/2016
Do sezonu przystąpiło 9 drużyn (7 węgierskich, 2 rumuńskie).
Uczestnicy
- Debreceni HK z Debreczyna
- Dab.Docler z Dunaújváros
- Alba Volán Székesfehérvár z Székesfehérvár
- Ferencvárosi TC z Budapesztu
- MAC Budapeszt z Budapesztu
- DVTK Jegesmedvék z Miszkolca
- Újpesti TE z Budapesztu
- SCM 68 Fenestela Braszów z Braszowa
- HSC Csíkszereda z Miercurea-Ciuc

Półfinały
- DVTK Jegesmedvék – Debreceni HK 4:0
- MAC Budapeszt – Alba Volán Székesfehérvár 4:3

Finał
- DVTK Jegesmedvék – MAC Budapeszt 4:0

### Sezon 2016/2017
Do sezonu przystąpiło 11 drużyn: 7 węgierskich, 3 rumuńskie oraz jako beniaminek serbska ekipa HK Belgrad.
Uczestnicy
- Dab.Docler z Dunaújváros
- Debreceni HK z Debreczyna
- Fehérvári Titánok z Székesfehérvár
- Ferencváros-ESMTK z Budapesztu
- MAC Budapeszt z Budapesztu
- DVTK Jegesmedvék z Miszkolca
- Újpesti TE z Budapesztu
- ASC Corona 2010 Braszów z Braszowa
- HSC Csíkszereda z Miercurea-Ciuc
- CSM Dunărea Galați z Gałacza
- HK Belgrad z Belgradu

Półfinały
- DVTK Jegesmedvék – Újpesti TE 4:1
- MAC Budapeszt – Debreceni HK 4:1

Finał
- DVTK Jegesmedvék – MAC Budapeszt 4:1

### Sezon 2017/2018
W połowie 2017 ligę opuściły Debreceni HK, CSM Dunărea Galați i HK Belgrad, a przyjęto rezerwowy zespół austriackiego klubu Vienna Capitals. Dokonano zmiany nazwy rozgrywek z MOL Liga na Erste Liga
Do sezonu przystąpiło 9 zespołów: 6 węgierskich, 2 rumuńskie oraz jako beniaminek austriacki Vienna Capitals II.
Uczestnicy
- Dab.Docler z Dunaújváros
- Fehérvári Titánok z Székesfehérvár
- Ferencvárosi TC z Budapesztu
- MAC Budapeszt z Budapesztu
- DVTK Jegesmedvék z Miszkolca
- Újpesti TE z Budapesztu
- ASC Corona 2010 Braszów z Braszowa
- HSC Csíkszereda z Miercurea-Ciuc
- Vienna Capitals II z Wiednia

Półfinały
- MAC Budapeszt – ASC Corona 2010 Braszów 4:0
- DVTK Jegesmedvék – HSC Csíkszereda 4:1

Finał
- MAC Budapeszt – DVTK Jegesmedvék 4:1

### Sezon 2018/2019
Przed sezonem rozgrywki opuścił DVTK Jegesmedvék, a do sezonu przyjęto zespoły węgierskie DEAC Hockey (także z Debreczyna, co DVTK) Vasas SC, KMH Budapest oraz rumuński Gyergyói HK.
Do sezonu przystąpiło 11 zespołów: 7 węgierskich, 3 rumuńskie oraz 1 austriacki.
Uczestnicy
- DEAC Hockey z Debreczyna
- Dab.Docler z Dunaújváros
- Fehérvári Titánok z Székesfehérvár
- Ferencvárosi TC z Budapesztu
- KMH Budapest z Budapesztu
- Újpesti TE z Budapesztu
- Vasas SC z Budapesztu
- ASC Corona 2010 Braszów z Braszowa
- Gyergyói HK z Gheorgheni
- HSC Csíkszereda z Miercurea-Ciuc
- Vienna Capitals II z Wiednia

Półfinały
- Ferencvárosi TC – DEAC Hockey 4:0
- DVTK Jegesmedvék – HSC Csíkszereda 2:4

Finał
- Ferencvárosi TC – HSC Csíkszereda 4:1

### Sezon 2019/2020
Do sezonu przystąpiło 11 zespołów: 7 węgierskich, 3 rumuńskie oraz 1 austriacki – był to identyczny skład jak w poprzedniej edycji. W rundzie zasadniczej pierwsze miejsce zajęła drużyna z Csíkszeredy
Uczestnicy
- Debreceni EAC z Debreczyna
- Dab.Docler z Dunaújváros
- Fehérvári Titánok z Székesfehérvár
- Ferencvárosi TC z Budapesztu
- KMH Budapest z Budapesztu
- Újpesti TE z Budapesztu
- Vasas SC z Budapesztu
- ASC Corona 2010 Braszów z Braszowa
- Gyergyói HK z Gheorgheni
- HSC Csíkszereda z Miercurea-Ciuc
- Vienna Capitals II z Wiednia

Półfinały
- Ferencvárosi TC – Újpesti TE 2:0
- HSC Csíkszereda – Gyergyói HK 2:0

Sezon został przerwany w fazie play-off w trakcie rozgrywki półfinałowej z powodu pandemii COVID-19; za zwycięzców ligi zostały uznane zespoły prowadzące w parach, a brązowymi medalistami drużyny będące ich przeciwnikami.

### Sezon 2020/2021
Do sezonu przystąpiło 10 zespołów: 7 węgierskich i 3 rumuńskie. W porównaniu do poprzedniej edycji budapesztańską drużynę KMH zastąpił MAC.
Uczestnicy
- Debreceni EAC z Debreczyna
- Dab.Docler z Dunaújváros
- Fehérvári Titánok z Székesfehérvár
- Ferencvárosi TC z Budapesztu
- MAC Budapeszt z Budapesztu
- Újpesti TE z Budapesztu
- Vasas SC z Budapesztu
- ASC Corona 2010 Braszów z Braszowa
- Gyergyói HK z Gheorgheni
- HSC Csíkszereda z Miercurea-Ciuc

Półfinały
- ASC Corona 2010 Braszów – Debreceni EAC 4:2
- Ferencvárosi TC – HSC Csíkszereda 2:4

Finał
- ASC Corona 2010 Braszów – HSC Csíkszereda 2:4

### Sezon 2021/2022
Do sezonu przystąpiło 11 zespołów: 8 węgierskich i 3 rumuńskie. W porównaniu do poprzedniej edycji ubyła drużyna Vasas SC, a przyjęte zostały DVTK Jegesmedvék i UNI Győr ETO HC.
Uczestnicy
- Debreceni EAC z Debreczyna
- Dab.Docler z Dunaújváros
- DVTK Jegesmedvék z Miszkolca
- Fehérvári Titánok z Székesfehérvár
- Ferencvárosi TC z Budapesztu
- MAC Budapeszt z Budapesztu
- Újpesti TE z Budapesztu
- UNI Győr ETO HC z Győr
- ASC Corona 2010 Braszów z Braszowa
- Gyergyói HK z Gheorgheni
- HSC Csíkszereda z Miercurea-Ciuc

Półfinały
- HSC Csíkszereda – Debreceni EAC 4:1
- Ferencvárosi TC – Gyergyói HK 4:1

Finał
- HSC Csíkszereda – Ferencvárosi TC 4:1